# David Burns
David Burns (1963) é um matemático britânico. Trabalha com teoria dos números.
Burns obteve o doutorado em 1990 na Universidade de Cambridge, orientado por Albrecht Fröhlich, com a tese Factorisability, Group Lattices and Galois Module Structure.
Foi professor visitante em Bordeaux, Paris e Harvard.
Na teoria dos números trabalha em especial com a conjectura dos números de Tamagawa de Spencer Bloch e Kazuya Katō, teoria de Iwasawa, a conjectura de Stark (de Harold Stark), geometria aritmética (por exemplo constantes épsilon e esquema aritmético da estrutura dos invariantes de de-Rham com grupos finitos), teoria K algébrica e álgebra homológica.
Em 1999 foi agraciado com o Prêmio Berwick.

## Obras
- On derivatives of Artin L-series, Inventiones Mathematicae, Volume 186, 2011, p. 291-371.
- com K.-F. Lai, K.S. Tan On congruences between derivatives of geometric L-functions, Inventiones Mathematicae, Volume 184, 2011, p. 221-256.
- Congruences between derivatives of abelian L-functions at s=0, Inventiones Mathematicae, Volume 169, 2007, p. 451-499.
- com C. Greither On the equivariant Tamagawa number conjecture for Tate motives, Inventiones Mathematicae, Volume 153, 2003, p. 303-359.
- com Matthias Flach Tamagawa numbers for motives with (non-commutative) coefficients,Documenta Math., Volume 6, 2001, p. 501-570.
- Editor com C. Popescu, J. Sands, D. Solomon Stark's Conjectures: Recent Work and New Directions, Contemporary Mathematics, Volume 358, 2004 (Conferência Baltimore 2002)
- Editor com Kevin Buzzard, J. Nekovar L-functions and Galois representations, London Mathematical Society Lecture Note Series 320, Cambridge University Press 2007